# Sinsang-ni
Sinsang-ni är en ort i Nordkorea.   Den ligger i provinsen Hamnam, i den centrala delen av landet, 160 km öster om huvudstaden Pyongyang. Sinsang-ni ligger 12 meter över havet och antalet invånare är 14 960.
Terrängen runt Sinsang-ni är platt åt nordost, men åt sydväst är den kuperad. Runt Sinsang-ni är det ganska tätbefolkat, med 230 invånare per kvadratkilometer. Det finns inga andra samhällen i närheten. Trakten runt Sinsang-ni består till största delen av jordbruksmark.